# Польська операція НКВС

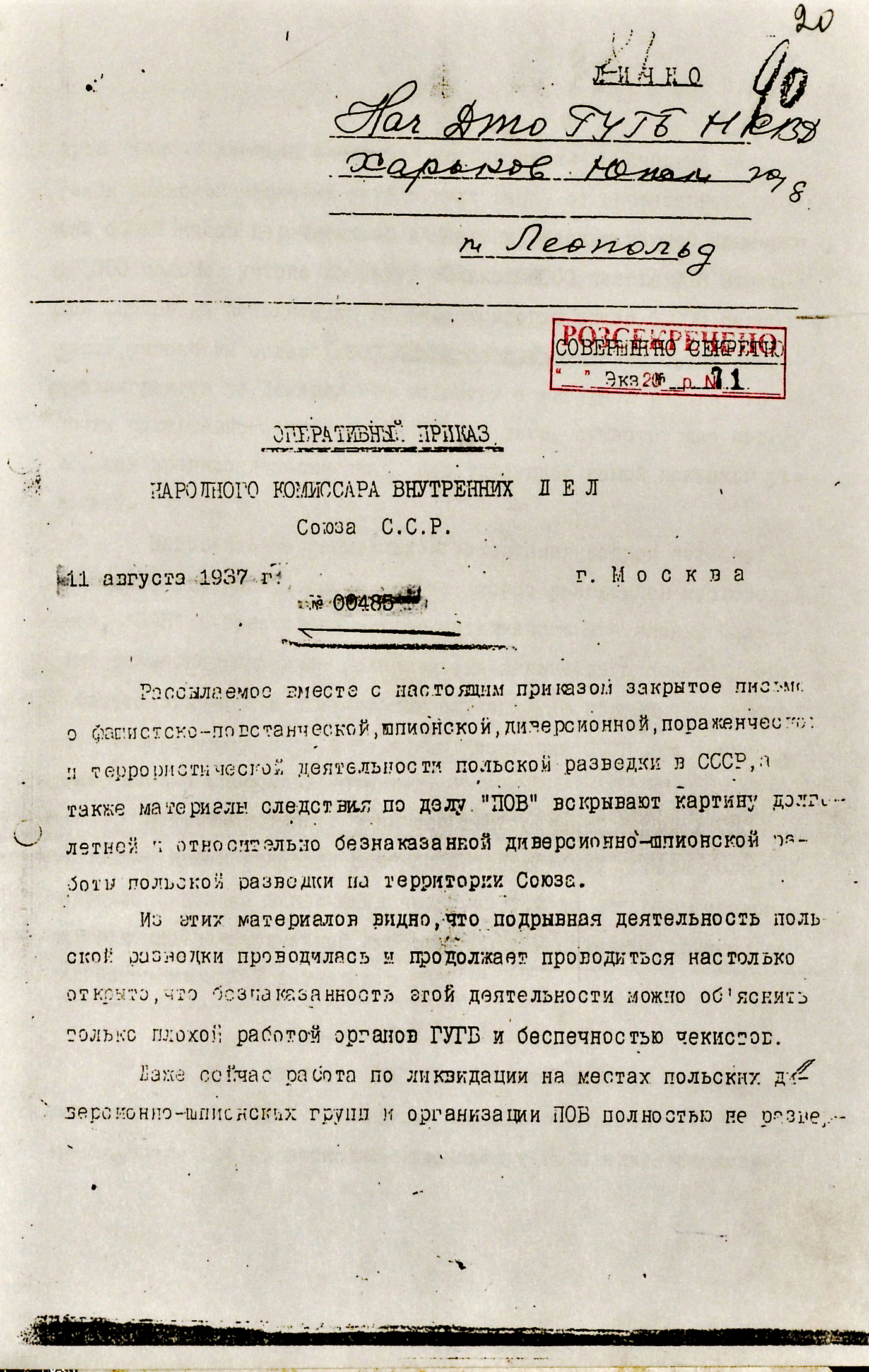
Копія першого аркушу наказу НКВС № 00485, яким була розпочата «Польська операція»

Польська операція НКВС — антипольська акція НКВС, що здійснювалася відповідно до наказу № 00485 від 11 серпня 1937 року у 1937⁣ — 1938 роках і була з одного боку політикою «етнічної чистки» СРСР, а з другого — складовою політики Великого терору.

## Події
Польська операція стала другою в серії національних операцій НКВС у передвоєнні роки, що виправдовувалася страхом перед «п'ятою колоною». Підлягали арешту такі категорії людей:
- члени Польської військової організації
- полонені польсько-радянської війни, що залишилися в СРСР
- польські іммігранти
- політичні біженці з Польщі (переважно члени комуністичної партії Польщі)
- члени польської соціалістичної партії та інших некомуністичних польських партій
- активісти польського національного руху

Згідно з документами НКВС, зі 140 000 заарештованих було розстріляно 111 091 — отже з кожних 100 арештованих були вбиті 80. Ще 28 744 відправили у концтабори ГУЛАГу. Ця цифра склала близько 10 % із загального числа офіційно засуджених в часи єжовщини. Але під час польської операції репресовані були не лише поляки, а й українці, білоруси, росіяни, євреї та представники інших національностей. Так, лише за вересень-листопад 1938 року із загальної кількості засуджених за ці місяці у справі польської операції 36 768 осіб, поляків було 20 147, білорусів — 5215, українців — 4991, росіян — 3235, євреїв — 1122.
Американський дослідник Террі Мартін наводив таку статистику: в 1937 році поляків-ленінградців розстрілювали в 31 раз частіше, ніж росіян, і навіть частіше, ніж німців. Зв'язок сталінських злочинів із певною етнічною групою — з поляками — була дуже виразною.
На думку історика Майкла Еллмана, польська операція НКВС відповідає визначенню геноциду.

## Пам'ять
14 липня 2009 року Сейм Польщі ухвалив рішення про увічнення пам'яті 150 тисяч поляків, замордованих НКВС у 1937—1939 роках, та висловив вдячність організації «Меморіал», а також російським та українським істориками, що підтримують пам'ять про скоєні НКВС злочини проти безвинних поляків.